# Mapaj
Mapaj (hebrejsky: מפא"י, akronym pro מפלגת פועלי ארץ ישראל, Mifleget Poalej Erec Jisra'el; doslova „Dělnická strana Izraele“) byla izraelská levicová politická strana, která byla dominantní politickou silou v Izraeli až do svého sloučení se Stranu práce v roce 1968.

## Historie
Strana byla založena roku 1930 sloučením dvou hlavních dělnických stran Achdut ha-Avoda a Po'alej Cijon (Dělníci Sijónu). Oficiální politikou strany byl „konstruktivní socialismus,“ založený na pionýrském idealismu spojeném s politickým pragmatismem. Mezi nejznámější předsedy strany patří David Ben Gurion. Strana měla zastoupení v prvním až pátém Knesetu a až do roku 1965 formovala všechny izraelské vlády.